# Curtis Peaks
Curtis Peaks är en bergstopp i Antarktis. Den ligger i Västantarktis. Nya Zeeland gör anspråk på området. Toppen på Curtis Peaks är 1 871 meter över havet.
Terrängen runt Curtis Peaks är kuperad åt sydost, men åt nordväst är den bergig. Trakten är obefolkad. Det finns inga samhällen i närheten. 